# 高丙中
高丙中（1962年—），男，湖北人，中国民俗学家，北京大学教授、博士生导师，曾任中国民俗学会秘书长、副理事长、副会长。